# Майсурський палац
Майсурський палац або палац Амба Вілас (каннада ಮೈಸೂರು ಅರಮನೆ) — палац у місті Майсуру, що на півдні Індії. Є офіційною резиденцією Вадіярів — колишньої королівської родини Майсуру.

## Історія
Вадіяри збудували перший палац у XIV столітті, але він багато разів знищувався та відбудовувався знову. Сучасний палац почали зводити 1897 року. 1940 палац було розширено, після чого він набув сучасного вигляду.

## Архитектура

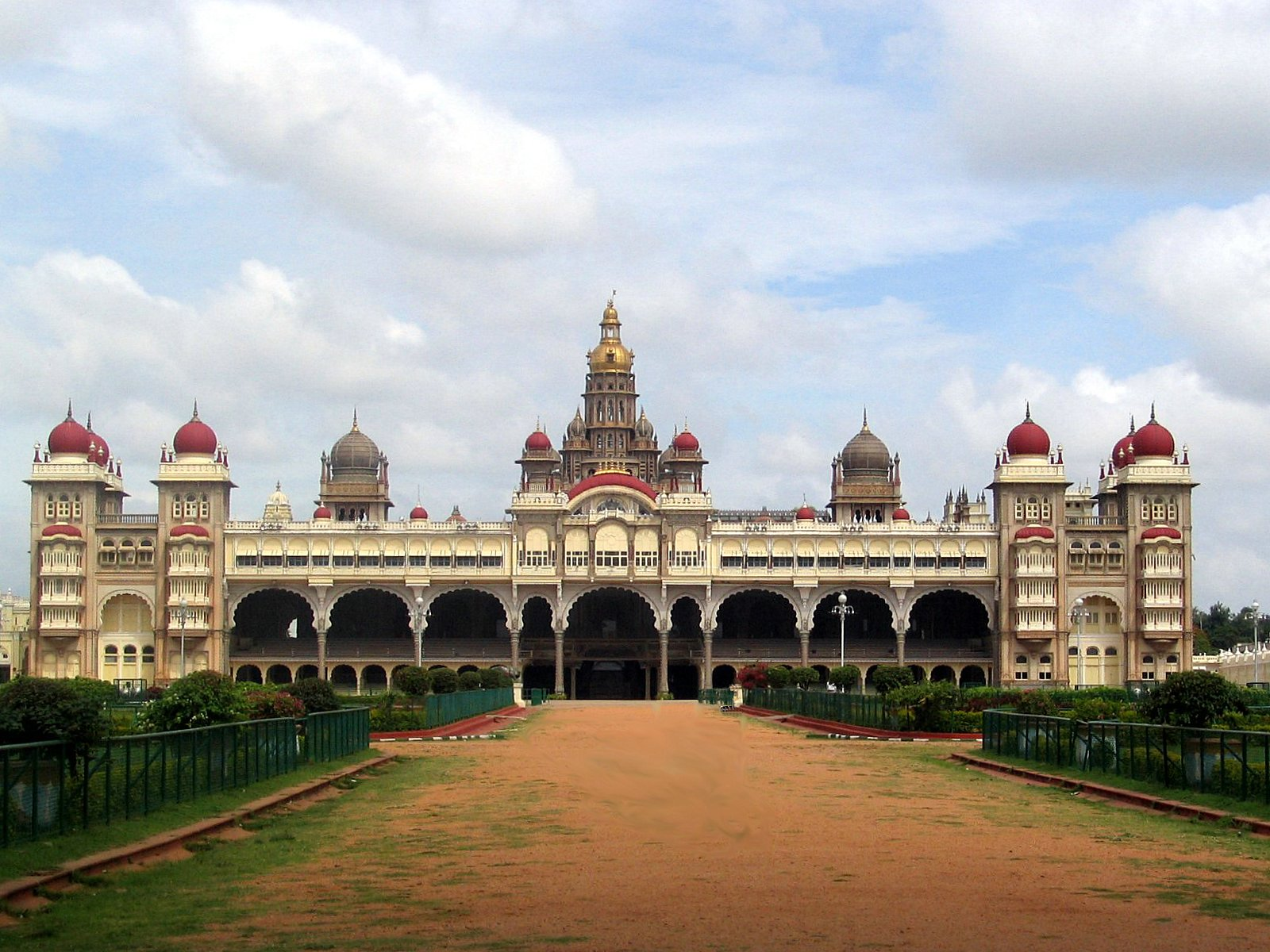
Фасад

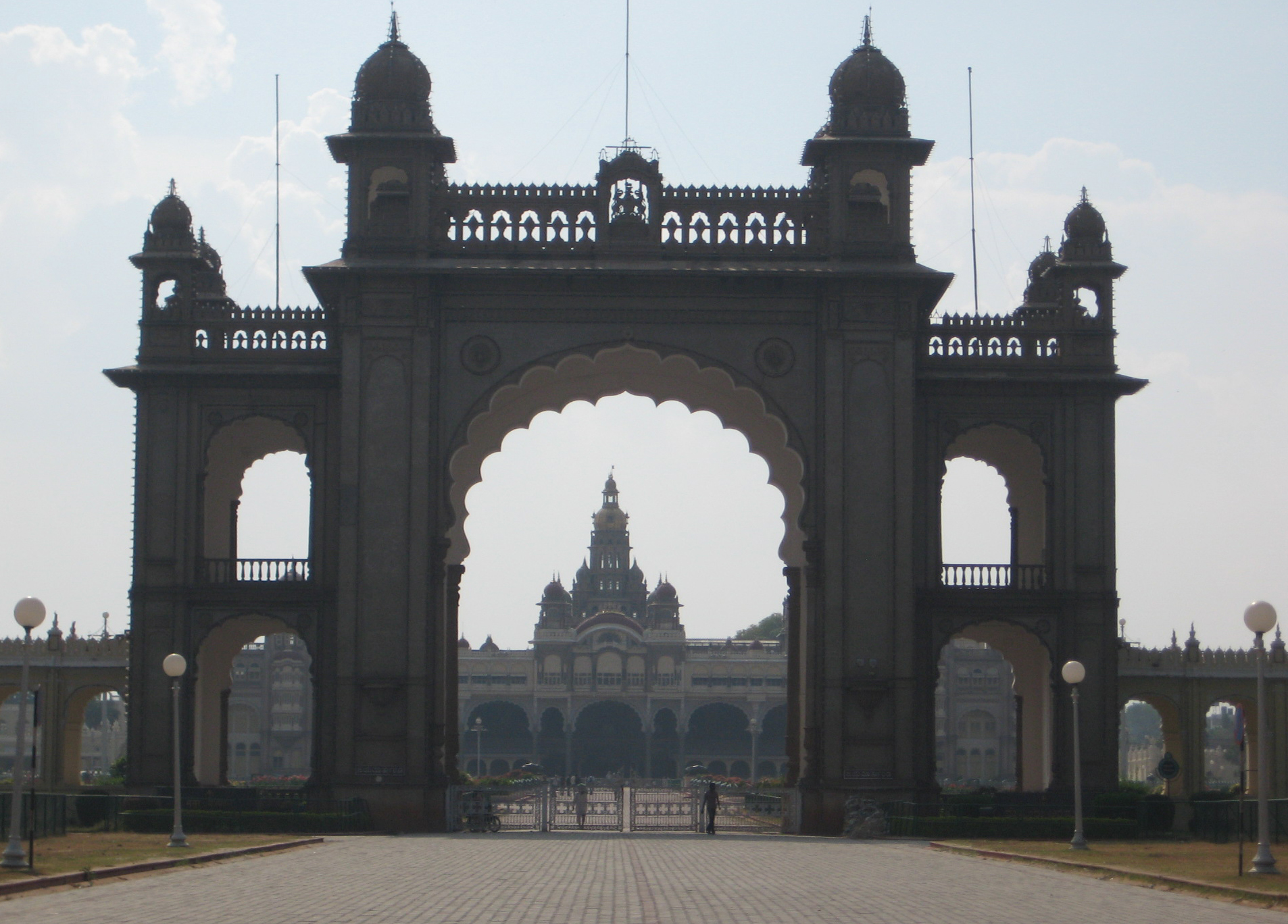
Центральний прохід до полацу

Палац належить до індо-сарацинського архітектурного стилю, і сполучає в собі індуїстські, мусульманські, готичні мотиви і стиль раджпутів. Палац оточений великим садом.
Три поверхи кам'яної будівлі з сірого граніту з рожевими мармуровими куполами спроектував Генрі Ірвін. Фасад має сім широких арок і дві менших, що підтримуються високими колонами. Над центральною аркою розміщені скульптури Гаджалакшмі, богині багатства, процвітання, удачі й достатку, а також фігури столів.

### Зали
- Амбавіласа. Використовувалась магараджею для приватних аудієнцій. Вхід до тієї розкішної зали відкривають двері, виконані з червоного дерева й інкрустовані слоновою кісткою. Центральний неф зали має прикрашені розписом з позолотою колони, кольорові вітражі на стелі, декоративні металеві ґрати й люстри з вишуканими квітковими мотивами, що відображаються у вкритих флорентійською мозаїкою підлогах.
- Гомбе Тотті  (Павільйон ляльок). Огляд палацу зазвичай починається з Гомбе Тотті, галереї традиційних ляльок XIX — початку XX століть. У павільйоні також розміщена колекція індійської та європейської скульптури та предметів парадного церемоніалу.
- Кальяна Мантапа  (шлюбна зала). Кальяна Мантапа, царська шлюбна зала, павільйон восьмикутної форми зі скляною мозаїчною стелею. Весь інтер'єр був створений у Глазго. Підлога викладена плиткою з Англії. На стінах зали — безліч картин, що ілюструють королівські процесії та святкування Дасара минулих літ.

### Храми

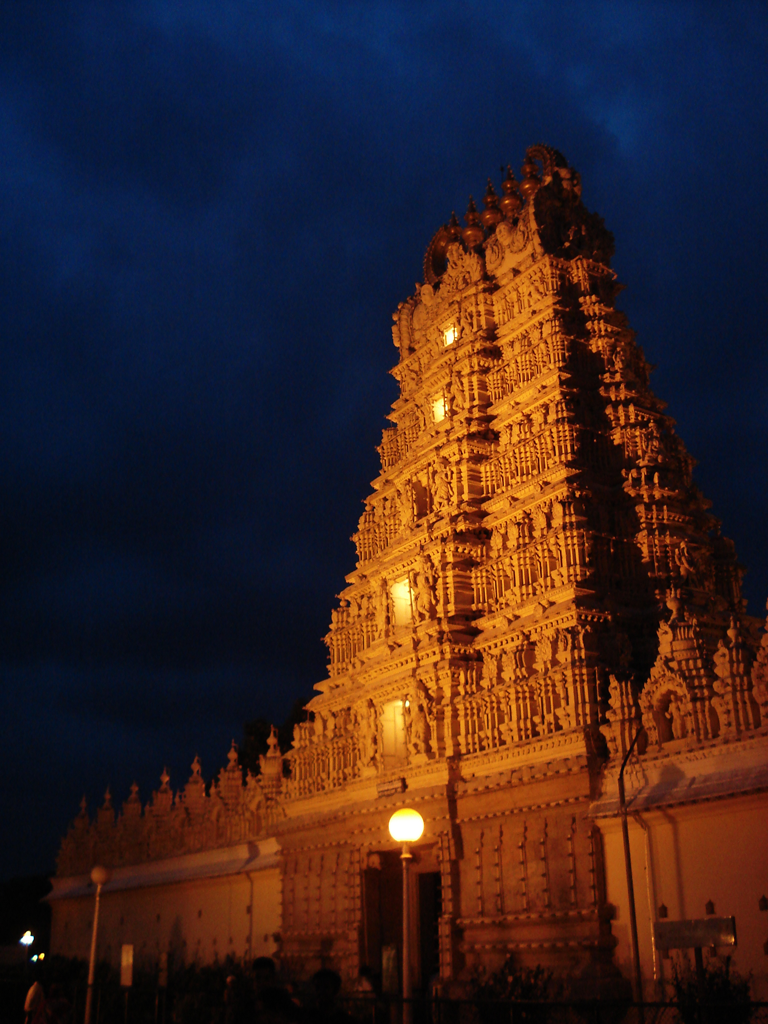
Храм у палацовому комплексі

Комплекс Майсурського палацу включає до свого складу дванадцять індуїстських храмів. Найдавніший з них був збудований у XIV столітті, останні ж — 1953 року.
Найвідомішими з тих храмів є:
- Сомешвара, присвячений Шиві;
- Лакшмірамана, присвячений Вішну;
- Швеса Варахасвамі, присвячений богу Вараха, одному з 10 втілень Вішну.

## Туризм
Палац є однією з найвідоміших туристичних пам'яток Індії після Тадж-Махалу. Щороку будівлю відвідують понад 2,7 мільйонів відвідувачів. Разом з тим, туристи не можуть фотографувати всередині палацу.

### Заходи

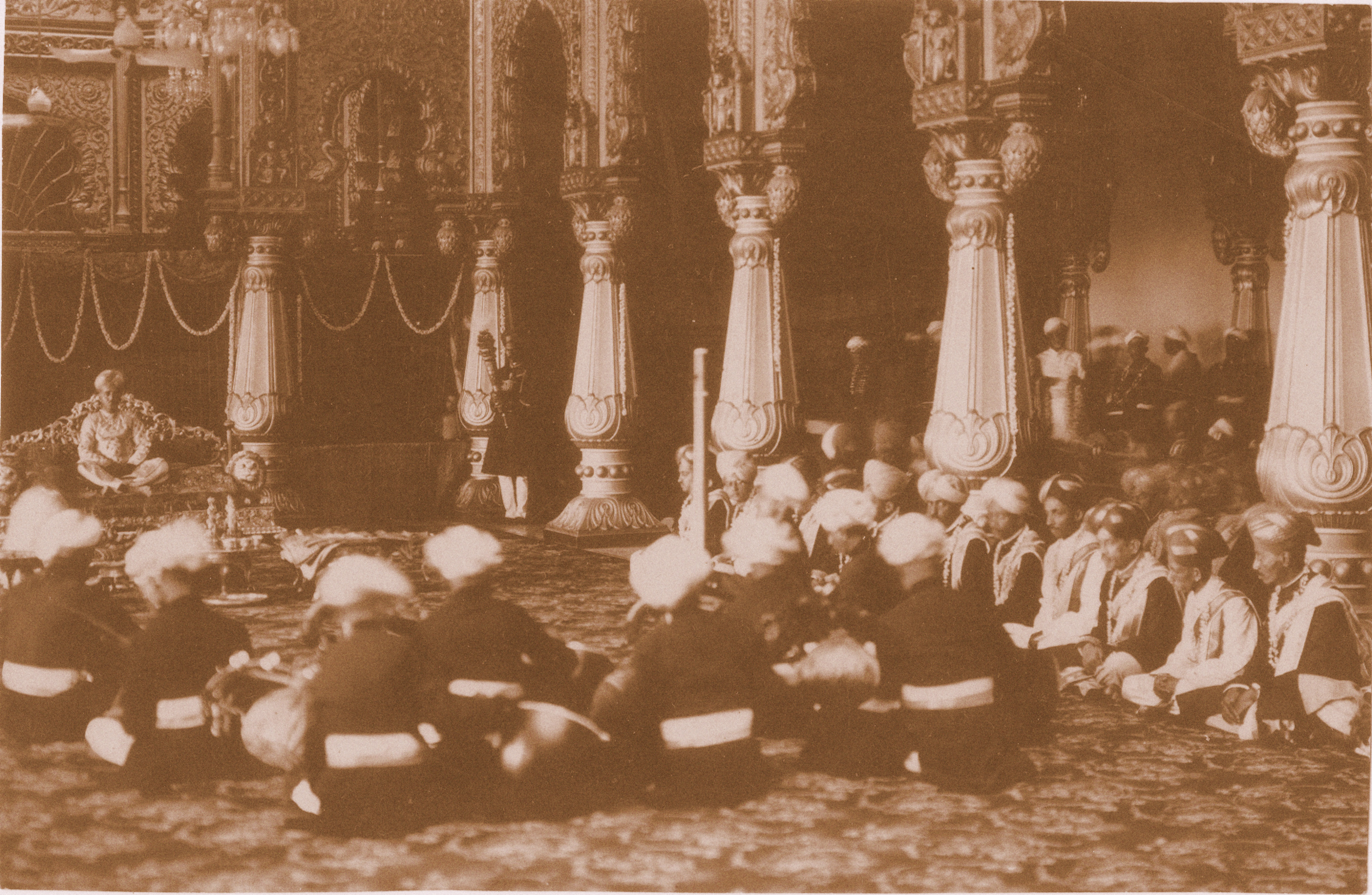
Концерт у палаці

Щоосені у Майсурському палаці проводиться фестиваль Дасара, під час якого на сцені палацу виступають артисти. На десятий день фестивалю проводиться парад слонів.